# Raasin McIntosh
Raasin McIntosh (ur. 29 kwietnia 1982 w Teksasie)  – liberyjska lekkoatletka, płotkarka i sprinterka, olimpijka z Londynu.
Zdobywczyni brązowego medalu w biegu na 400 metrów przez płotki na Mistrzostwach Afryki w Lekkoatletyce w 2012. W 2012 reprezentowała swój kraj na igrzyskach w Londynie - odpadła w eliminacjach z czasem 57.39 s.. 

## Rekordy życiowe
| Dystans                               | Wynik | Miejsce    | Data             |
| ------------------------------------- | ----- | ---------- | ---------------- |
| Bieg na 400 metrów                    | 52,63 | Porto Novo | 27 stycznia 2012 |
| Bieg na 100 metrów przez płotki       | 12,90 | Austin     | 3 maja 2003      |
| Bieg na 400 metrów przez płotki       | 54,16 | Sacramento | 11 lipca 2004    |
| Bieg na 60 metrów przez płotki (hala) | 7,95  | Lincoln    | 27 lutego 2004   |
| Bieg na 200 metrów (hala)             | 23,78 | Houston    | 23 stycznia 2004 |
| Bieg na 400 metrów (hala)             | 52,23 | Lincoln    | 28 lutego 2004   |